# Max Müller (Mediziner, 1829)
Max Müller, auch Maximilian Müller (* 23. Oktober 1829 in Bonn; † 3. September 1896 in Köln) war ein deutscher Mediziner.

## Leben
Max Müller war der Sohn des Physiologen Johannes Müller, der außerordentlicher Professor an der Universität Bonn war.
Er immatrikulierte sich 1848 an der Universität Berlin zu einem Medizinstudium und setzte das Studium an der Universität Bonn sowie der Universität Göttingen fort. 1852 promovierte er mit seiner auf Latein verfassten Dissertation Observationes anatomicae de vermibus quibusdam maritimis zum Dr. med.
Nachdem er die Staatsprüfungen absolviert hatte, wurde er 1857 Assistent von Otto Fischer (1810–1885), der Leiter der Chirurgischen Klinik des Kölner Bürgerhospitals war.
1864 erhielt er die Leitung des damals begründeten St. Marien-Hospital in Köln und betätigte sich bis zu seinem Tod als Chirurg.
Während des Deutsch-Französischen Kriegs war er als dirigierender beziehungsweise konsultierender Chirurg an den Kölner Militärspitälern tätig.
Er publizierte seine Schriften überwiegend in Langenbeck’s Archiv (siehe Langenbeck’s Archives of Surgery).
Max Müller betätigte sich auch als Entomologe mit dem Kürzel M.Müll.
Müller starb 1896 im Alter von 66 Jahren. Die Familiengrabstätte befindet sich auf dem Kölner Melaten-Friedhof.

## Ehrungen und Auszeichnungen
Max Müller wurde 1889 zum Geheimen Sanitätsrat ernannt.

## Mitgliedschaften
Max Müller gehörte zu den Stiftern der Deutschen Gesellschaft für Chirurgie.

## Schriften (Auswahl)
- Observationes anatomicae de vermibus quibusdam maritimis. Berlin, 1852 (Digitalisat).
- Beitrag zur Verwendung des halben Gipsgusses in der Chirurgie. In: Langenbecks Archiv für klinische Chirurgie, Band 6. 1865. S. 159–198 (Digitalisat).
- Enterotomie zur Behebung einer inneren Einklemmung. In: Langenbecks Archiv für klinische Chirurgie, Band 6. 1865 S. 222–227 (Digitalisat).
- Beitrag zur Statistik der Tracheotomie beim Croup. Archiv für Klinische Chirurgie, Band 12. 1871. S. 432–452 (Digitalisat).
- Herniotomie nach Massenreduction. Archiv für Klinische Chirurgie, Band 12. 1871. S. 321–323 (Digitalisat).
- Unterbindungen grösserer Gefässstämme bei Nachblutungen nach Schusswunden im Kriege 1870/71. Archiv für klinische Chirurgie, Band 15. 1873. S. 725–734 (Digitalisat).
- Fall von Wiederbelebung durch den Inductionsstrom nach der Tracheotomie. Archiv für klinische Chirurgie, Band 15. 1873. S. 734–735 (Digitalisat).